# Давыдов, Егор Валентинович
Гео́ргий Валенти́нович Давы́дов (2 октября 1941, Баку — 24 февраля 2011, Мюнхен) — инженер-геолог, распространитель Самиздата и публицист, участник правозащитного движения в СССР, диссидент, бывший политический заключённый.
Учился в Ленинградском горном институте. После его окончания работал в Ленинградском институте геологии и геохронологии докембрия АН СССР.
Осенью 1972 года был арестован КГБ за активную диссидентскую деятельность и летом 1973 года приговорён к пяти годам лагеря и двум годам ссылки. Находясь в пермском политическом лагере, он активно выступал в защиту прав политических заключённых, за что был переведён до конца срока во Владимирский централ, где продолжал борьбу с нарушениями закона со стороны администрации.
После освобождения Егор Давыдов был направлен в традиционное для диссидентов место ссылки — город Тулун Иркутской области. В 1979 году после окончания ссылки Егор Давыдов вернулся в Ленинград, где вместе с женой Валерией Исаковой участвовал в деятельности Фонда помощи преследуемым и их семьям.
Егор Давыдов в ссылке пытался судиться с Владимирской тюрьмой по поводу отказа в переписке с заключёнными, после освобождения собирал статистические данные о количестве политзаключённых в СССР, одним из первых привлёк внимание к положению заключённых-бытовиков. Первым стал научно разрабатывать историю послесталинской репрессивной системы.
В 1980 году под давлением КГБ Егор Давыдов был вынужден эмигрировать с семьёй в Германию. Он поселился в Мюнхене и был принят на работу на Радио «Свобода».
Скончался в Мюнхене 24 февраля 2011 года. Похоронен на Friedhof am Perlacher Forst.